# Post u islamu
Post u islamu (arap. صوم‎ - saum, što znači "odricanje") predstavlja potpuno odricanje od hrane, pića, pušenja, spolnih i bilo kojih drugih tjelesnih zadovoljstava, ali i nedoličnog govora i ponašanja od zore do zalaska sunca, u ime Alaha (Boga). Post u toku devetog mjeseca islamskog kalendara, Ramadana ili Ramazana, koji traje trideset ili dvadesetdevet dana, je obavezan za sve fizički i psihički zdrave i punoljetne muslimane i muslimanke (u islamu se pod punoljetstvom podrazumijeva pubertet). To je treći stup islama.  Postoje dva obroka u Ramazanu, sehur (lakši obrok prije početka posta) i iftar (obilniji obrok nakon završetka posta). Post se započinje i prekida prigodnim molitvama, najčešće uz vodu i datulje, slijedeći praksu (sunnet) Poslanika Muhameda.

## Post u Kuranu
Post u mjesecu Ramazanu je strogo naređen svim muslimanima koji za njega ispunjavaju uvjete 2. godine po Hidžri (623. godine), u sljedećim Kuranskim ajetima:
"O vjernici, naređuje vam se post, kao što je bio naređen i onima prije vas, da bi ste bili Alahu (Bogu) pokorni. To je određeni broj dana. Onaj od vas tko bude bolestan ili na putu, naknadno će postiti one dane koje nije postio. Oni koji ne mogu podnijeti teret posta, otkupit će ga tako što će (za svaki dan koji nisu postili) nahraniti jednog siromaha. Tko od srca bude htio dobro činiti, njemu će i dobro biti. A da postite - to će za vas bolje biti, samo da znate." (El-Bekare, 183-184.)
Post se, kao Bogu vrlo drago djelo, spominje na još nekoliko mjesta u Kuranu.
Post traje od izlaska sunca do zalaska sunca.

## Vrste posta u islamu
Prema šerijatskom sistemu reguliranja obaveza i zabrana, sljedeće su vrste posta:
- Farz post je obavezni post. To je ramazanski post i svaki post iskupljenja (za namjerno i nenamjerno propuštene dane ramazanskog posta, za lažnu zakletvu) - kefaret i kada post. Također, zavjetni post (menzur) je farz prema većini islamskih učenjaka.
- Vadžib post je post čija je obveznost za stupanj niža od farza. To je post iskupljenja za pokvareni dragovoljni (nafila) post i zavjetni post.
- Sunnet post je post koji je Poslanik Muhamed uvijek izvršavao. To je post na blagdan Dan Ašure zajedno s danom prije ili poslije ovog blagdana (10. mjeseca Muharrema zajedno s 9. ili 11.). Ovaj post je bio jedini obavezan (farz) za muslimane, dok nije objavljen ramazanski post. Od tada je ovaj post sunnet.
- Mustehab post je post koji je lijepo prakticirati. To je post po tri dana svakog mjeseca islamskog kalendara, osobito ako se poste tzv. "bijeli dani" - 13., 14. i 15. svakog mjeseca. Mustehab je i post ponedjeljkom i četvrtkom svakog tjedna, kao blagoslovljenim danima, kao i tzv. "Davudov post", kada se tokom cijele godine jedan dan posti, a drugi ne.
- Nafila post je dragovoljni post svakim danom osim gore navedenih, i za koji se zna da nije mekruh.
- Mekruh post je post koji je pokuđen, nepoželjan i ne smije biti navikom vjernika.  To je post samo na Dan Ašure, bez dane prije ili poslije, postiti prvi dan Ramazanskog bajrama  (1. dan mjeseca Ševvala) i sva četiri dana Kurban bajrama  (10., 11., 12. i 13. mjeseca Zul-hidže.) Mekruh je i postiti samo petak, samo subotu ili samo onaj dan koji poste i pripadnici drugih vjera, bez dana prije ili poslije. Također mekruh je postiti uzastopno dva dana i dvije noći (više od 48 sati), te postiti cijeli život.
- Haram post je zabranjeni post. To je post žene koja ima mjesečnicu (hajz) i postporođajno krvarenje (nihfas). Žene u ovim stanjima ne smiju postiti, klanjati niti činiti bilo kakva bogoštovna djela, kao ni doticati Kuran niti ići u džamiju.

Post koji je dozvoljen (halal) izvršavati u islamu, odnosno koji nije mekruh (nepoželjan) ili haram (zabranjen), dijeli se na dvije vrste: 
1. obavezni (farz) post i
2. dragovoljni (nafila) post kojeg je lijepo prakticirati, a ima ga više vrsta.

### Obavezni post
Obavezni post je onaj kojeg su dužni izvršavati svi fizički i mentalno zdravi i po islamu punoljetni (dakle spolno zreli) muslimani i muslimanke. To je post u mjesecu ramazanu, post iskupljenja i zavjetni post.

#### Ramazanski post
Ramazanski post je muslimanima postao obavezom 2. godine nakon Hidžre, što znači da je Poslanik Muhamed postio 9 ramazana. Imam Šafi smatra da je upravo ramazanski post prvi obavezni post muslimanima. Međutim, Imam Ebu Hanife smatra da je prvi post obavezan muslimanima onaj na Dan Ašure, 10. muharrema, ali da je on derogiran objavom ramazanskog posta, pa je postao sunnet. 
Ramazan je poseban mjesec u islamu, a vjeruje se da dobra djela učinjena u njemu bivaju 10, 100, pa čak i 700 puta više nagrađena nego u ostalim danima u godini. Ramazan je i mjesec u kome je počela objava Kurana od Boga Poslaniku Muhamedu, preko pouzdanog anđela Džibrila (Gabrijela). To je mjesec u kome se vjernici činjenjem dobrih djela i strpljivim podnošenjem islamskog posta nadaju Božjoj milosti, oprostu i vrhovnoj nagradi – Džennetu (Raju), koji ima poseban predio nazvan Rejjan, koji je namijenjen isključivo postačima.  Vjeruje se da su šejtani (đavli) u ovom mjesecu okovani kako ne bi mogli pristupiti vjernicima. Veliki broj hadisa Poslanik Muhameda, različite vjerodostojnosti, govore o blagodatima ovog najsvetijeg mjeseca.

#### Post iskupljenja
Post iskupljenja je post koji su obavezni postiti svi oni koji su namjerno (bez opravdanog razloga) ili nenamjerno (s opravdanim razlogom) pokvarili ili propustili svoj ramazanski post, a dijeli se u dvije grupe: kefaret i kada post.
- Kefaret: osobe koje su namjerno, bez oparvdanja, prekinuli ili propustili ramazanski post, post iskupljenja iznosi 60 dana uzastopno i dan koji je propušten, tako za svaki dan. Ovakva stroga kazna za namjerno prekidanje ili propuštanje posta vjernicimima treba biti poticaj da se to ne usuđuju činiti. Za post koji je namjerno prekinut spolnim odnosom potrebno je kao iskupljenje podijeliti i nešto milostinje.
- Kada: osobe koje su nenamjerno, iz opravdanih razloga, propustili ramazanski post (bolesnik, putnik, fizički radnik, žena koja ima mjesečnicu, trudnica i sl.) post iskupljenja iznosi dan za dan, dakle onoliko dana koliko je propušteno treba postiti čim se pruži prilika.

Oni koji nisu u stanju postiti post isupljenja u cijelosti ili nikako, mogu za svaki dan koji nisu u stanju postiti platiti jednodnevnu hranu siromahu  (fidja). Mogu tako hraniti jednog siromaha 60 dana, ili nahraniti 60 siromaha.

#### Zavjetni post
Zavjetni post je post koji se neko Bogu zavjetuje da će postiti ako mu On pomogne ili ispuni neku želju. Tako je student koji se zavjetuje da će tjedan dana postiti ako položi ispit te dane dužan i postiti.

### Dragovoljni post
Dragovoljni post je svaki post koji se prakticira izvan mjeseca ramazana, kao bi vjernik zadobio Božji oprost, milost i veću nagradu. Postoji više vrsta dragovoljnog posta, koji se smatra Bogu vrlo ugodnim djelom.

#### Post u mjesecu muharemu
Muharem je prvi mjesec islamskog kalendara, i jedan je od četiri sveta mjeseca, zajedno s redžebom, zul-kade i zul-hidže (u kojima je također preporučeno postiti). Uz to, u mjesecu muharemu se nalazi i blagdan Dan Ašure (Jevmu 'Ašura), 10. Muharema, tako da je post u ovom mjesecu bolji od posta u svakom drugom mjesecu, osim ramazana. Ebu Hurejre prenosi da je Poslanik Muhamed rekao:
„Najbolji post nakon ramazana, je post u Alahovom mjesecu muharemu, a najbolji namaz nakon obaveznog, je noćni namaz!“

#### Post na Dan Ašure (10. muharema)
Poznato je da je Poslanik Muhamed Dan Ašure postio i prije svog vjerovjesništva, slijedeći u tome svoj narod, jer je bio običaj Arapa da poste taj dan. Nakon Hidžre, on je ovaj post na ovaj dan naredio svim vjernicima. Tako je post na ovaj blagdan bio obavezan dok nije propisan ramazanski post, nakon čega je postao dragovoljni (nafila) post i sunnet.  O tome Muhamedova žena Aiša kaže:
“Dan Ašure je bio dan koji su pripadnici plemena Kurejš (kome je pripadao i sam Muhamed) postile u doba džahilijjeta  (neznanja), a postio ga je i Alahov Poslanik. Kada je preselio u Medinu, on ga je i dalje postio, a naredio je i drugima da ga poste. Kada je propisan ramazanski post, onda je on postao obavezan, a post na Dan Ašure je ostavljen na volju vjernicima, pa tko je htio postio ga je, a tko je htio izostavljao ga je.“
Et-Tirmizi navodi da su brojni ashabi (Muhamedovi prijatelji), među kojima su Ali, Muhamed ibn Sajfi, Seleme ibn el-Ekve, Abdulah bn Abas, Abdulah ibn ez-Zubejr i drugi,tvrdili da je Poslanik podsticao ljude da poste ovaj dan, rekavši: „S njime (Danom Ašure) Uzvišeni Bog briše prošlu godinu (grijehe)!“
Poslanik Muhamed je postio samo 10. muharema, kao Dan Ašure, sve dok nije sazanao da ga poste i Židovi, pa je rekao da će iduće godine, ako ju doživi, postiti i deveti dan. Zato je Ibn Abas rekao: „Postite deveti i deseti dan i tako se razlikujte od Židova!“ Ali Nasif smatra da je nabolje i najsigurnije postiti 9., 10. i 11. muharema.

#### Post u mjesecu šabanu
Poslanik Muhamed,neka je mir i spas Božji na njega,je nakon ramazana najviše postio u mjesecu šabanu, 8. mjesecu islamskog kalendara. Post u ovom mjesecu je vrlo prikladan kao priprema za post u ramazanu, 9. mjesecu, koji dolazi nakon njega. Poslanikova žena Ajša je o njegovom postu u mjesecu šabanu rekla:
“Poslanik, neka je mir i spas Božji na njega, bi toliko postio da bismo pomislili da nikako neće prestati, a toliko se opet ustezao od posta da bismo pomislili da nikako neće postiti. Nisam primijetila da je postio ijedan cijeli mjesec, osim ramazana. Od drugih mjeseci najviše je postio u mjesecu šabanu!"
Dakle, vjernik u ovom mjesecu može postiti koliko želi, pa čak i cijeli mjesec, no savjetuje se da se ne posti dan ili dva prije početka mjeseca ramazana, kako bi se razdvojio dragovoljni od obaveznog posta.

#### Post šest dana mjeseca ševala
Ševal je 10. mjesec islamskog kalendara koji dolazi nakon ramazana (9. mjeseca), i u njemu je preporučen post u trajanju od 6 dana. Kako se vjeruje da Bog dobra djela (dakle i post) u ramazanu i ševalu nagrađuje desetorotruko, mjesec dana ramazanskog posta vrijedi kao 300 dana, a kada mu se doda 6 dana posta u ševalu, koji vrijedi kao 60 dana, dobije se 360 dana, koliko ih ima jedna godina islamskog kalendara (355 dana). Dakle, post u mjesecu ramazanu i 6 dana u ševalu vrijedi kao post cijele jedne godine, što prenosi i Ebu Ejub el-Ensari, koji kaže da je Muhamed rekao: „Tko posti ramazan i šest dana ševala, kao da je postio cijelu godinu!“ Ovo je najčešće prakticirani dragovoljni post.
Iako Ibn el-Mubarek preferira post s početka mjeseca, dozvoljeno ga je postiti bilo kojem dijelu mjeseca. Također, iako se smatra da je bolje postiti 6. dana uzastopno, može se postiti i razdvojeno.

#### Post na Dan Arefata
Dan Arefata je sveti dan u kojem se hodočasnici na hadžu uspinju na visoravan Arefat nedaleko od Meke i tamo borave jedan dan. Ovaj dan je stoga blagoslovljen i preporučen je post u njemu, ali samo za one koji taj dan ne borave na Arefatu, dakle one koji nisu hodočasnici. Hodočasnici ovaj dan neće postiti.
Vrijednost ovog posta je posebna, o čemu Ebu Katade el-Ensari prenosi od Poslanika Muhameda da je rekao: „On (post na Dan Arefata) iskupljuje grijehe iz prošle godine, te za ostatak dotične godine.“ Dakle, ovaj post je vrjedniji od posta na Dan Ašure.

#### Post ponedjeljkom i četvrtkom
Poslanik Muhamed je često postio određene dane u tjednu. Obično su to bili ponedjeljak i četvrtak. Predaje govore i o njegovom postu srijedom i četvrtkom, kao i da je jedan mjesec postio subotom, nedjeljom i ponedjeljkom, a drugi utorkom, srijedom i četvrtkom,zatim o njegovom post petkom. Zato islamski učenjak Et-Tibi navodi da je Poslanik zapravo postio sve dane u tjednu, ne uzastopno, već bi jedan mjesec postio jedne, a drugi druge.
Međutim, Poslanikova žena Aiša navodi da se on osobito trudio postiti ponedjeljkom (jevmul-isnejn) i četvrtkom (jevmul-hamis). Kako se vjeruje da se djela ljudi Bogu dižu upravo u ova dva dana, lijepo ih je postiti, o čemu Ebu Hurejre prenosi da je Poslanik Muhamed rekao:
“Djela se (Bogu) predočavaju ponedjeljkom i četvrtkom, pa volim da se moje djelo predoči dok postim.“
Brojni za islam važni događaji su se desili u ova dva dana, osobito u ponedjeljak, o čemu je Muhamed rekao: „U njemu sam rođen, u njemu sam postao poslanik i u njemu mi je počela dolaziti Objava!“

#### Post ubijelim danima
Bijeli dani su 13., 14. i 15. dan svakog mjeseca islamskog kalendara. Ebu Zer prenosi da je Poslanik rekao: „Tko bude postio tri dana svakog mjeseca, kao da je postio cijelu godinu!“, te da mu je savjetovao:
“Ako postiš u mjesecu tri dana, onda posi trinaesti, četrnaesti i petnaesti!“
Kako se post u bijelim danima nagrađuje desetorostruko,  ova tri dana vrijede kao trideset, što je jednako cijelom mjesecu. Post tri bijela dana svakog mjeseca je prema tome jednak postu cijele godine.

#### Davudov post
Davud (biblijski David) se u islamu smatra jednim od najvećih proroka i miljenika Božjih, pa mu je Bog podario da bude kralj Izraela. Predaje kažu da je on jedan dan postio i tada bi obavljao svoje vladarske dužnosti, a jedan dan nije, i njega je provodio s obitelji i u molitvi, tako cijelu godinu. Jedna predaja kaže da je ashab (Muhamedov prijatelj) po imenu Abdulah ibn Amr el-As je ustrajno tražio od Poslanika da posti cijelu godinu, pa mu je on prvo rekao da posti po tri dana svakog mjeseca, zatim još više, dok nije došao do pola godine. Kada je došao tražiti dozvolu za još, Poslanik mu je odgovorio:
“Dan posti, a dan ne posti. To je post Davudov (Davidov), neka je mir Božji na njega, i to je najvrjedniji post.“
Dakle, ovo je najvrjedniji dragovoljni post, odraz najvećeg stupnja predanosti vjernika Bogu. Međutim, zbog sve bržeg načina života, ovkakav post u islamskom svijetu prakticiraju rijetki.

## Način posta
Post je jedno od najboljih bogoštovnih djela u islamu, a Poslanik Muhamed ga je nazvao "vratima svakog bogoštovlja (ibadeta)." U islamu post traje od zore do zalaska sunca. Kako vjernik u ovom periodu ne smije ništa jesti niti piti, dva su obroka za vrijeme kada se ne posti:
- sehūr (ručak), obrok prije zore kojim se započinje post i
- iftar (večera), obrok kojim se prekida post, nakon zalaska sunca.

Za ispravnost posta neohodna je i čvrsta odluka u ime Boga (nijjet).

#### Nijjet (odluka)
Srcem se odlučiti za post u predstojećem danu jedan je od osnovnih uvjeta za ispravnost posta. Nijjet nije potrebno izgovarati, iako je bolje odluku potvrditi riječima. Za one koji to žele, potrebno je izgovoriti bismilu, a najjednostavniji nijjet (odluka) glasi:
“Nevejtu en esūme gaden lillahi te'ala, min šehri ramadāne.“
“Odlučih, u ime Boga (Alaha) da predstojeći dan postim ramazanski post.“
Ako post nije ramazanski, izostavit će se dio „min šehri ramadāne.“ Odluku je potrebno donijeti za svaki dan. Ona se obično donosi poslije obavljenog sehūra, a neki učenjaci smatraju da se smije donijeti i do jedan sat prije podne namaza, ako je postač zaboravi donijeti odmah poslije sehūra. Samo ustajanje prije zore na sehūr (ručak) kako bi se postio predstojeći dan istovremeno znači i nijjet (odluku da se posti).

#### Započinjanje posta isehūr(ručak)
Sehūr je obično lakši obrok prije početka posta, odnosno prije zore. Najbolje je ručati do pred samu zoru, o čemu je Zejd ibn Sabit rekao: “Ručali smo (katkad) s Poslanikom, a zatim je ustajao da klanja sabah namaz.“ Kada je upitan koliko je bilo vremena između sehūra i sabahskog ezana, on je odgovorio: „Koliko (se može proučiti) 50 ajeta (srednje dužine)“. Arapi su tada vrijeme obično mjerili nekim poslom koji se za to vrijeme može uraditi, pa se također navodi da je vrijeme između sehūra i sabahskog ezana bilo koliko se može pomusti jedna ovca. Iz navedene predaje Zejda ibn Sabita se zaključuje sljedeće:
1. ručak treba odgoditi do pred pojavu zore;
2. vrijeme između ručka i sabah namaza treba provesti u učenju Kurana i drugi bogoštovnim djelima.

Poslanik Muhamed je svoje sljedbenike često podsticao na ustajanje na sehūr i govorio im o blagoslovima koje on nosi. O tome najbolje govori predaja koju prenosi Et-Taberani:
Muhamed, neka je mir Božji na njega, je rekao: „Bože moj! Podari sreću i napredak sljedbenicima mojim u ramazanskom ručku (sehūru). Ručajte pred zoru, pa barem to bio jedan gutljaj vode, jedna datulja ili bobica nekog voća, jer će tada anđeli moliti Alaha za oprost grijeha vaših!“
Jedan od blagoslova sehūra je i onaj o kome govori Ebu Hurejre, koji kaže da čovjek neće na Sudnjem danu odgovarati za tri djela: jelo sehūra, jelo iftara i jelo koje je pojeo zajednički (s drugim ljudima).'

#### Prekidanje posta iiftar(večera)
Iftar je obično obilnija večera kojom se prekida post nakon zalaska sunca. Post prekinuti vodom i datuljama, slijedeći tako praksu Poslanika Muhameda, te prigodnom molitvom, jer je Muhamed naglasio da će Alah uslišati svaku molitvu vjerniku koji posti pred iftar (prekidanje posta). Post je uputno prekinuti sljedećim riječima:
Allahume inni leke sumtu ve bike amentu ve alejke tevekkeltu ve bi riskike eftartu.
Bože Milostivi,postio sam u ime Tvoje, vjerujem u Tebe, oslanjam se na Tebe i iftarim (post prekidam) hranom Tvojom.
Muslimani u različitim zemljama imaju veliki broj običaja vezanih uz iftar (poput oglašavanja kraja posta ispaljivanjem hica iz topa u Bosni i Hercegovini). Najbolji običaj je svakako zajedničko večeranje (iftar), kako su to gotovo uvijek činili Prorok Muhamed i njegovi prisni prijatelji (ashabi), a sam Poslanik Muhamed je naglasio da su zajednički obroci osobito blagoslovljeni. Također se vrlo lijepim i Bogu ugodnim djelom smatra i da imućniji ljudi organiziraju velike zajedničke iftare u svojim domovima ili džamijama, osobito ako pozovu i nahrane siromašnije postače.
Iftar je potrebno obaviti što prije, pa tek onda klanjati akšam namaz. O tome govori Muhamedov hadis (izreka),:
“Svijet (muslimanski) će biti u dobru (blagoslovljen) sve dok bude žurio s iftarom.“
Nije poželjno s iftarom odugovlačiti do kasno u noć, a zabranjeno je prejedati se za iftar.

## Kvarenje posta
Post će pokvariti bilo koje udovoljavanje tjelesnim prohtjevima za vrijeme posta: jedenje, pijenje, pušenje ili snošaj. Post će pokvariti i povraćanje punim ustima, tako da se nešto od ispovraćanog vrati niz grlo. Post će pokvariti i primanje hranjivih injekcija, a primanje onih koje ne sadrže hranjive tvari neće pokvariti post.
Osim toga, post će pokvariti i sljedećih pet velikih grijeha: laž, kleveta, ogovaranje, krivotvorenje i strastveno gledanje.
Post će biti pokvaren i ženi koja dobije mjesečnicu (hajz) za vrijeme posta. Žena tada treba prekinuti post i ne smije postiti sve dok joj traje mjesečnica. Inače, žena koja ima mjesečnicu se smatra osobito nečistom, te ne smije činiti nikakva bogoštovna djela (klanjati, postiti…), ulaziti u džamiju ili doticati Kuran. Broj dana ramazanskog posta koji je tako propustila žena će postiti nakon ramazana, čim joj se pruži prilika. Međutim, namaze koje je tako propustila neće naklanjavati. Muhamedovi prisni prijatelji (ashabi) su ga upozorili da je ovakav propis paradoksalan, jer je namaz na dosta važniji od posta i na većem stupnju obaveznosti. Poslanik Muhamed im je pak odgovorio da je tih nekoliko dana posta lakše napostiti, nego naklanjati namaze propuštene u njima (primjerice ako mjesečnica traje 4 dana, žena bi trebala postiti naknadno ta 4 dana, a klanjati čak 20 namaza.)
Post, međutim, neće pokvariti ako čovjek nenamjerno, u zaboravu, učini nešto što kvari post, pod uvjetom da prestane s time čim se sjeti da posti. Ispiranje usta radi osvježavanja neće pokvariti post, ako voda ne dođe do grla. Postaču je također dopušteno kušati hranu vrhom jezika, također pod uvjetom da ona ne dođe do grla. Dopuštena je i uporaba svježeg misvaka (drvceta za čišćenje zuba), a njegov sok neće pokvariti post kada se pomiješa s pljuvačkom. Majkama nije dopušteno da prožvaču hranu za svoje dijete, ako to nije istinski nužno.
Post neće pokvariti ni ljubljenje ni doticanje supružnika koji poste. Također ako muškarac koji posti ejakulira samo kada vidi svoju suprugu, post mu neće biti pokvaren, kao ni kada ejakulira u snu (polucija). Poslije toga se obavezno mora okupati. Vjernicima je spolni odnos dozvoljen u ramazanskim noćima kada se ne posti. Međutim, u islamu se ljudi nakon odnošaja smatraju nečistima (džunub) i moraju se okupati (gusul), kako bi mogli obavljati bogoštovna djela. Ako se ne stignu okupati prije zore, vjernici koji su džunub mogu započeti post, pa se okupati kada stignu.

## Osobe koje nisu dužne postiti
Ramazanski post nisu dužne postiti sljedeće osobe:
- bolesnik koji se boji da će mu se bolest pogoršati, što mora biti zasnovano na osobnom iskustvu, ili stručnoj liječničkoj potvrdi, kao ni bolesnik koji mora uzimati terapiju lijekovima u vrijeme posta;
- putnik koji krene na put u trajanju od najmanje 18 sati pješačkog hoda (86 km), bez obzira kojim sredstvom putuje (Kuran međutim preoporučuje putnicima post ako im neće štetiti);
- trudnica, ako se boji da će joj post štetiti ili ga zbog povećane potrebe za hranom i piućem neće moći izdržati;
- dojilja, ako se boji da zbog posta neće moći imati dovoljno mlijeka za dijete;
- vojnici, zatvorenici, teški fizički radnici i poljodjelci, koji su izloženi takvim vremenskim i radnim uvjetima da bi im post moga ozbiljije naštetiti zdravlju (npr. rudari).

Sve ove osobe su dužne kasnije, kada im se pruži prilika za to, postiti propuštene ramazanske dane. Ako dočekaju i sljedeći ramazan, pa im se tek onda pruži prilika za post, prvo će postiti tekući ramazan, a zatim propuštene dane prethodnog ramazana.
Djeca (maloljetnici po islamu) svakako nisu dužni postiti, no Prorok Muhamed je podsticao roditelje da djecu navikavaju na post još od malih nogu, da poste barem nekoliko dana ramazana. Stare i iznemogle osobe također nisu dužne postiti, ali su dužni (ako to moug) udijeliti po jednu fidju u visini sadakatul-fitra, odnosno jednodnevnu hranu jednom siromahu, za svaki dan ramazanskog posta koji propuste.

## Svrha posta
Svrha posta u islamu je duhovno uzdizanje vjernika kako bi zadobio Božje zadovoljstvo i nagradu, zatim buđenje suosjećajnosti vjernika prema gladima i siromašnima. Također, post je iznimno koristan i za ljudsko zdravlje.

#### Duhovno uzdizanje
Post se, zajedno s namazom, ubraja u najveće izraze pobožnosti u islamu, te se smatra jedinim bogoštovnim djelom u kome nema licemjerja i dvoličnosti. Osobito je ramazanski post važan i cijenjen, jer se vjeruje da je Alahova milost najobilnija u svetom mjesecu ramazanu, u kome vjernici pojačano štuju boga klanjanjem u džamiji, učenjem Kurana i dijeljenjem milostinje (običaj je da se zekat podijeli upravo u ramazanu). Stoga se samo tokom mjeseca ramazana u sklopu noćne molitve, jacija namaza, klanja i posebni namaz - teravih namaz, kao izraz štovanja i zahvalnosti Bogu na milosti koju vjernicima pruža u toku ovog svetog mjeseca. O tome Prorok Muhamed kaže:
"Alah vam je ramazanski post učinio obaveznim, a ja vam propisujem teravih namaz, pa tko posti ramazan i klanja teravih namaz, iskreno vjerujući i vodeći računa o svojim dužnostima prema Bogu, bit će mu oprošteni određeni grijesi koje je do tada počinio!"
Žrtva koju čovjek podnosi u ime Alaha dok posti mjerilo je snage njegovog vjerovanja - imana. Musliman posti iz uvjerenja da je post Alahova volja i odredba, koja ga vodi do zadovoljstva na ovome i budućem svijetu. Poslanik Muhamed prenosi da mu je Alah rekao:
"Post je Moj i Ja ću ga osobito nagraditi, jer se čovjek zbog mene odriče svoga jela i pića."
Svrha posta u islamu je i razvijanje moralnih osobina kod čovjeka, jer post neće pokvariti samo namjerno udovoljavanje tjelesnim prohtjevima nego i činjenje nekoga od pet velikih grijeha: laži, klevete, ogovaranja, krivokletstva i strastvenog gledanja, a sve kako bi se čovjek postom oslobodio od okova strasti kojima je do tada robovao.

#### Društveni aspekt
Društveni aspekt posta u islamu jeste da post predstavlja jednostavan način za razvijanje suosjećajnosti postača prema gladnima i siromašnima, jer se vjernik postom svojevoljno stavlja u njihov položaj. Također, u mjesecu ramazanu je običaj i izvršavanje četvrte islamske dužnosti - zekata, što za posljedicu ima poboljšanje imovnog stanja siromašnih ali i razvijanje darežljivosti i uklanjanje egoizma kod onih koji zekat daju. Zato su u mjesecu ramazanu sva vjerska materijalna davanja (ibadi-malijje): zekat, sadakatul-fitr, dragovoljna milostinja, ali i fidja - materijalni otkup za propuštene dane posta u visini jednodnevne hrane za siromaha, za one koji propuštene dane posta nisu u stanju naknadno postiti. Muhamed je svoje sljedbenike savjetovao da baš u mjesecu ramazanu obilato dijele milostinju.

#### Utjecaj na zdravlje
Post ima blagotvoran utjecaj na zdravlje. Postom se prije svega postiže detoksifikacija organizma.  Kod posta tijelo troši pohranjene rezerve kako bi dobilo potrebnu energiju. Tako se toksini koji su pohranjeni u masnom tkivu oslobađaju i eliminiraju iz tijela. Posljedice posta su čišća koža, bolje raspoloženje i smanjena želja za procesuiranom hranom. Ljudi kod posta u prosjeku izgube oko 400 grama dnevno.

#### Rizici
Kod islamskog posta postoji određeni rizik od dehidracije. Međutim, ako osoba osjeti bilo kakve značajnije zdravstvene tegobe prilikom posta, po islamu joj je bolje da post prekine.